# Хенгил
Хенгил (на исландски: Hengill) e вулкан в Исландия, разположен в югозападната част на езерото Тингватлаватн.
Хенгил е вулканична система, състояща се от два вулкана, единият от които е Хенгил, а другият – Хромандутиндур. Общата им площ е ок. 100 км², а височината 803 м.
Последното изригване на Хенгил е било преди повече от 2000 г. И до днес има следи от застиналата лава на юг и на север от вулкана. Хенгил не е окончателно изгаснал, тук все още има многобройни горещи минерални извори и на доста места от недрата на земята се вижда да излиза пара.
Хенгил се използва като важен източник на енергия и в района са построени електростанции.
Според преданията по тези места е живяла жената-трол Йора, която причаквала пътниците на големия път и ги изяждала.